# Bogusława Dobek-Ostrowska
Bogusława Dobek-Ostrowska (ur. 1955) – polska politolog, historyk, dr hab. nauk humanistycznych, profesor zwyczajny Instytutu Politologii Wydziału Nauk Społecznych Uniwersytetu Wrocławskiego.

## Życiorys
W latach 1978–1980 odbyła studia historyczne i politologii na Uniwersytecie Wrocławskim, 4 marca 1988 obroniła pracę doktorską, 17 grudnia 2004 habilitowała się na podstawie dorobku naukowego i pracy zatytułowanej Media masowe i aktorzy polityczni w świetle studiów nad komunikowaniem politycznym. 7 sierpnia 2012 nadano jej tytuł profesora w zakresie nauk humanistycznych.
Została zatrudniona na stanowisku profesora w Instytucie Dziennikarstwa i Komunikacji na Wydziale Nauk Społecznych i Dziennikarstwa Dolnośląskiej Szkole Wyższej, oraz profesora zwyczajnego w Instytucie Politologii na Wydziale Nauk Społecznych Uniwersytetu Wrocławskiego.
Była prezesem Polskiego Towarzystwa Komunikacji Społecznej, a także wiceprezesem Polskiego Towarzystwa Nauk Politycznych.

## Publikacje
- 1999: Podstawy komunikowania społecznego[1]
- 2005: Nowe strategie komunikacyjne aktorów politycznych[1]
- 2011: The 2009 European Parliamentary Election News Coverage in Poland: Entrenched or Critical Journalism?[1]
- 2011: Polski system medialny na rozdrożu. Media w polityce, polityka w mediach[1]
- 2013: Zmiana w dziennikarstwie. Kultura zawodowa polskich dziennikarzy (badania ilościowe)[1]
- 2013: Polish journalists -from politics to market[1]
- 2016: Zmiana w dziennikarstwie w Polsce, Rosji i Szwecji. Analiza porównawcza[1]